# 佐藤富子
佐藤富子，本名佐藤阿富（日语：／、1894年—1995年），日本人，郭沫若在日本留学时的妻子，中文名郭安娜。

## 经历
外祖父佐藤昌介是日本北海道大名伊达氏的家臣，高级贵族武士，男爵，日本第一代现代农学家，留美农学博士，北海道帝国大学首任校长。佐藤昌介的女儿佐藤初嫁给了宫城县黑川郡大衡村大衡字中山三十四番地士族传道士卯右卫门（入赘后改名佐藤右卫门）。卯右卫门与佐藤初的长女就是佐藤富子。佐藤富子兄弟姐妹共八人。佐藤昌介的次子，佐藤富子的舅舅稲田昌植（随母姓）是農学者、政治家，德島藩家老的稲田家17代当主，男爵，淡路國洲本城城主。
1916年，郭沫若在日本与佐藤富子同居，佐藤富子为此断绝与父母的关系，郭沫若为其取中文名為“安娜”。1937年中日战争爆发，郭沫若不辞而别离开了日本，与安娜中断联系。1945年抗日战争结束后，佐藤富子带着孩子輾轉来到香港见郭沫若，当其知曉郭已另組家庭后选择离开。1949年后，佐藤富子几次去北京找郭沫若协议离婚后权责问题，郭都是避而不见或借故推脱。后来周恩来亲自出面，表示欢迎她和五个孩子都到中国来工作。此后佐藤富子大部分时间生活在大连，改名郭安娜，跟儿子郭和夫住在一起。郭安娜曾被选为第六届全国政协委员。文革爆发后，受到一定影响，在此间她还提出要回日本看望她快百岁的母亲，但在很长时间内未能成行。直到1974年，八十岁的安娜才得以回到日本，此次回国她处理掉了跟郭沫若一起生活过的在市川市的房子。第二年她又到北京看望了当时已住院的郭，这也成为他们最后一次见面。

## 子女
郭沫若與安娜生有五个子女：
- 长子郭和夫（1917-1994），中国科学院化学家。
- 次子郭博（1920-2010），建筑家和摄影家，任上海市政府参事室参事、上海宋庆龄基金会理事、中国摄影家协会会员等职。
- 三子郭复生（亦叫佛生，1923-），中国科学院动物所工程师。
- 女儿郭淑瑀（1925-）。郭淑瑀後來與林愛信結婚，生一女林叢。林叢後留學日本，歸化為日本籍，改名藤田梨那，現任日本國士館大學文學部中國文學教授，參與創立日本郭沫若研究會[1][2]。
- 四子郭志鸿（1932-2024），中央音乐学院客座教授。